# Джеймс Марсдън
Джеймс Марсдън (на английски: James Marsden) е американски филмов актьор.

## Частична филмография
Кино
- 1998 – „Смущаващо поведение“ (Disturbing Behavior)
- 2000 – „Клюки“ (Gossip)
- 2000 – „Х-Мен“ (X-Men)
- 2001 – „Зулендър“ (Zoolander)
- 2002 – „Магистрала 60“ (Interstate 60: Episodes of the Road)
- 2003 – „Х-Мен 2“ (X2)
- 2004 – „Тетрадката“ (The Notebook)
- 2006 – „Х-Мен: Последният сблъсък“ (X-Men: The Last Stand)
- 2006 – „Супермен се завръща“ (Superman Returns)
- 2006 – „Алиби“ (The Alibi)
- 2007 – „Омагьосана“ (Enchanted)
- 2007 – „Лак за коса“ (Hairspray)
- 2008 – „27 сватби“ (27 Dresses)
- 2009 – „Кутията“ (The Box)
- 2010 – „Котки и кучета: Отмъщението на Кити“ (Cats & Dogs: The Revenge of Kitty Galore) (глас)
- 2011 – „Скок-подскок“ (Hop) (глас)
- 2012 – „Последният момински запой“ (Bachelorette)
- 2012 – „Роботът и Франк“ (Robot & Frank)
- 2013 – „Иконом на седем президенти“ (The Butler)
- 2013 – „Два патлака“ (2 Guns)
- 2014 – „Х-Мен: Дни на отминалото бъдеще“ (X-Men: Days of Future Past)
- 2014 – „Най-доброто в мен“ (The Best of Me)
- 2020 – „Соник: Филмът“ (Sonic The Hedgehog)
- 2022 – „Соник: Филмът 2“ (Sonic the Hedgehog 2)
- 2024 – „Соник: Филмът 3“ (Sonic the Hedgehog 3)

Телевизия
- 2001 – 2002 – „Али Макбийл“ (Ally McBeal)
- 2012 – 2013 – „Рокфелер плаза 30“ (30 Rock)